# 德魯戈沃市鎮

德魯戈沃市鎮在北马其顿的位置

德魯戈沃市鎮为北馬其頓共和國的一個旧市镇。该市镇设立于1996年领土区划，废置于2013年的行政区划改革，之后并入基切沃市鎮。合并前该市镇的行政中心为德魯戈沃村，属于西南统计区，面積为385平方公里。
撤销前該市镇西臨德巴尔市镇，西北面是馬夫羅沃和羅斯圖沙市鎮，東北面是扎亞斯市鎮，東鄰基切沃市鎮、弗拉內什蒂察市鎮、普拉斯尼察市鎮和克鲁舍沃市镇、東南面是代米尔希萨尔市镇、西南面是德巴尔察市镇。

## 外部連結
- 基切沃市鎮官方网站 （页面存档备份，存于） （馬其頓文）